# Tjusby sjömarker
Tjusby sjömarker este o arie protejată (arie specială de conservare — SAC, sit de importanță comunitară — SCI) din Suedia întinsă pe o suprafață de 60,6 ha, integral pe uscat.

## Localizare
Centrul sitului Tjusby sjömarker este situat la coordonatele 56°48′30″N 16°47′32″E / 56.8082°N 16.7923°E.

## Înființare
Situl Tjusby sjömarker a fost declarat sit de importanță comunitară în decembrie 1998 pentru a proteja un număr necunoscut de specii din flora spontană și fauna sălbatică aflate în arealul zonei. Situl a fost protejat și ca arie specială de conservare în martie 2011.

## Biodiversitate
Situată în ecoregiunile boreală și marină baltică, aria protejată conține 5 habitate naturale: Golfuri mici largi și golfuri puțin adânci, Pajiști cu Molinia pe soluri calcaroase, turboase sau argilos-nămoloase (Molinion caeruleae), Pășuni de coastă din Baltica boreală, Pajiști uscate seminaturale și facies de acoperire cu tufișuri pe substraturi calcaroase (Festuco-Brometalia) (* situri importante pentru orhidee), Insulițe și insule mici din Baltica boreală.
La baza desemnării sitului se află un număr nedeclarat de specii protejate.